# シャルーナス・ヴァシリャウスカス (物理学者)
シャルーナス・ヴァシリャウスカス（Šarūnas Vasiliauskas、1960年 - 2011年10月21日）は、リトアニアの物理学者。ヴィサギナス原子力発電所所長やリトアニア副国防相などを歴任した。

## 経歴
1984年、ヴィリニュス大学物理学部卒業。1990年からリトアニア国防省に務める。1994年から1995年まで副国防相を務めた。その後は通信会社に勤務。2009年8月からヴィサギナス原子力発電所所長。2011年、クルシュー潟にて死去。